# 和歌山薬用植物栽培試験場
和歌山薬用植物栽培試験場（わかやまやくようしょくぶつさいばいしけんじょう）は、かつて存在した薬用植物の研究施設、温室試験場、植物園。
植物園自然保護国際機構（BGCI）による認証コード、およびハーバリウムのイニシャルはTSUK。

## 概要
- 所在地: 和歌山県日高郡日高川町土生1205

植物園は、水曜日から月曜日の午前9時から午後4時30分まで（火曜日休園）、一般の人々が訪問することができた。入場料が必要であった。

## 歴史
日本の国立医薬品食品衛生研究所 (National Institute of Health Sciences) は、医薬品、食品、および様々な化学製品の品質、安全性、有効性を正しく評価するために、試験、調査および研究を行っている。
1874年に官営の東京司薬場（後に東京衛生試験所と改名）として設立された。現在においても厚生労働省で重要な組織、日本で最も古い国立研究所で、現在21の部門があり、そのうち5つは生物学的安全性研究センターに属している。
当初、主に輸入された医薬品の品質の分析と検査、および温泉水だけでなく、飲用水中の化学物質の分析にも携わっていた。1914年に 第一次世界大戦が勃発した後、医薬品取得の困難さ、その輸入中止措置に、必須の医薬品製造に関する研究が非常に重要になっていく。これは日本が現代の製薬産業を確立する道を開き、それまで輸入依存で対応していた国の製薬産業の近代化の基盤が確立された。
1922年、埼玉県春日部市に最初の薬用植物実験ステーションが開設され、植栽と栽培、試験などの活動を含む研究が開始された。
1938年に、研究所は厚生省の管理下に置かれる。
1939年10月　大阪衛生試験所薬用植物栽培試験部の圃場として和歌山試験場が誕生。
1946年、研究所は神田和泉町から世田谷の現在の場所にオフィスを移し、その施設、人員、組織を大幅に拡大。1949年、その名前は国立衛生試験所と変更される。同年、大阪衛生試験所は大阪支所となった。
1956年4月、国立衛生試験所和歌山薬用植物栽培試験場に改名。
1978年、国立衛生試験所に動物を収容するための施設の新しい建設と共に、安全性生物試験研究センターが設立された。同センターは日本でも有数の安全性試験研究機関として機能していく。
1980年、薬用植物試験場が春日部からつくばに移され、筑波薬用植物栽培試験場となる。また、北海道、伊豆、和歌山、種子島の他の研究室との連絡体制を強化。
1985年以来、品質、安全性または有効性の評価を必要とするいくつかの新しい物質が出現。これらには新薬や組換えDNA製品の形の医薬品だけでなく、医療機器とその材料、新しく開発された食品、天然添加物も含まれる。品質と安全性を評価するための新しい研究活動が必要になっていった。
1997年、日本における医薬品および医療機器の再認定制度の再編に伴い、国立衛生試験所に医薬品医療機器審査センターを設立。このセンターは、医薬品および医薬品の商品化前の評価を担当。
1998年3月、和歌山薬用植物栽培試験場最後の専任場長が退任。
2002年、食品に関連する分野と開発中の他の分野の統合により、国内の研究機関が再編成される。これにより、伊豆薬用植物栽培試験場が閉鎖され、遺伝子細胞医薬部、食品衛生管理部、および医薬安全科学部が設置される。2004年、大阪支所は、ゲノム科学、タンパク質科学などの進化する科学を応用して、慢性閉塞性肺疾患（COPD）用医薬品の開発の基礎となる研究を行うために再編成される。この再編の一環として、支所は大阪府茨木市に移転。
2005年には、基礎研究の成果を医薬品や医療機器の開発へと変換することに関する研究を行うための国立研究開発法人医薬基盤研究所が設立された。細胞バンク部門、大阪支所及び薬用植物栽培試験場（ 北海道、つくば、和歌山、種子島）の管轄権を本研究所に移管。
2005年4月、独立行政法人医薬基盤研究所薬用植物資源研究センター和歌山研究部に。その後和歌山研究部は廃止され、筑波研究部圃場となる。
2012年3月、閉鎖決定。

## コレクション
次の薬用植物園が存在した。
- 漢方薬における薬用植物
- ヨーロッパの漢方薬における薬用植物
- アジアとオーストラリアの薬用植物
- アメリカの薬用植物